# Isola Mitjušev
L'isola Mitjušev (russo: Остров Митюшев) è un'isola russa che fa parte dell'arcipelago della Novaja Zemlja, situata nel Mare di Barents. Amministrativamente fa parte dell'Oblast' di Archangel'sk.

## Geografia
L'isola si trova poco a nord dell'estremità sud-occidentale dell'isola Severnyj e dello stretto di Matočkin. Dista circa 3,5 km da capo Zavorotnyj (мыс Заворотный). È situata all'imboccatura di un ampio golfo che divide in due parti, formando il golfo di Kazakov (пролив Казакова) a nord-est, e quello di Krotov (пролив Кротова) a sud. Non ci sono altre isole nelle vicinanze, solo dei banchi di sabbia a nord-ovest: i banchi Tajmyr (банка Таймыр).
L'isola Mitjušev ha una forma molto irregolare, vagamente simile alla punta di un'alabarda; è lunga circa 5,2 km e larga da 500 m a 3,6 km, con un'altezza massima di 86 m a nord; altre due colline sono alte 40 m (a ovest) e 32 m (a est). Sull'isola non ci sono né laghi né corsi d'acqua.
Solo l'estremità meridionale dell'isola, che si protende tra due insenature, ha un nome: capo Rifovyj (мыс Рифовый); sulla costa dell'insenatura occidentale la mappa riporta la presenza di un'isba.